# Saussurea alpina
Saussurea alpina es una especie de la familia de las asteráceas. Es originaria de Asia. 

## Descripción

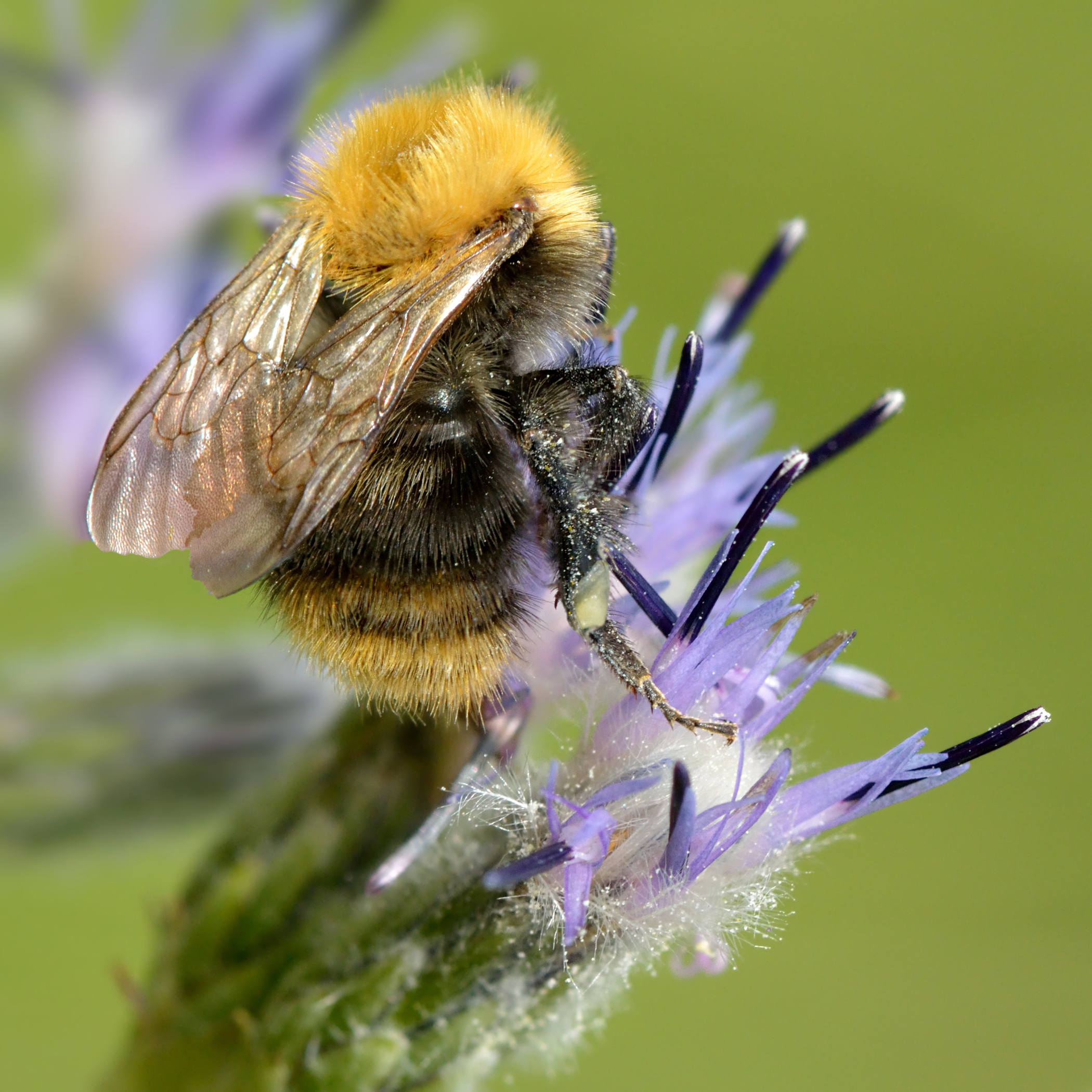

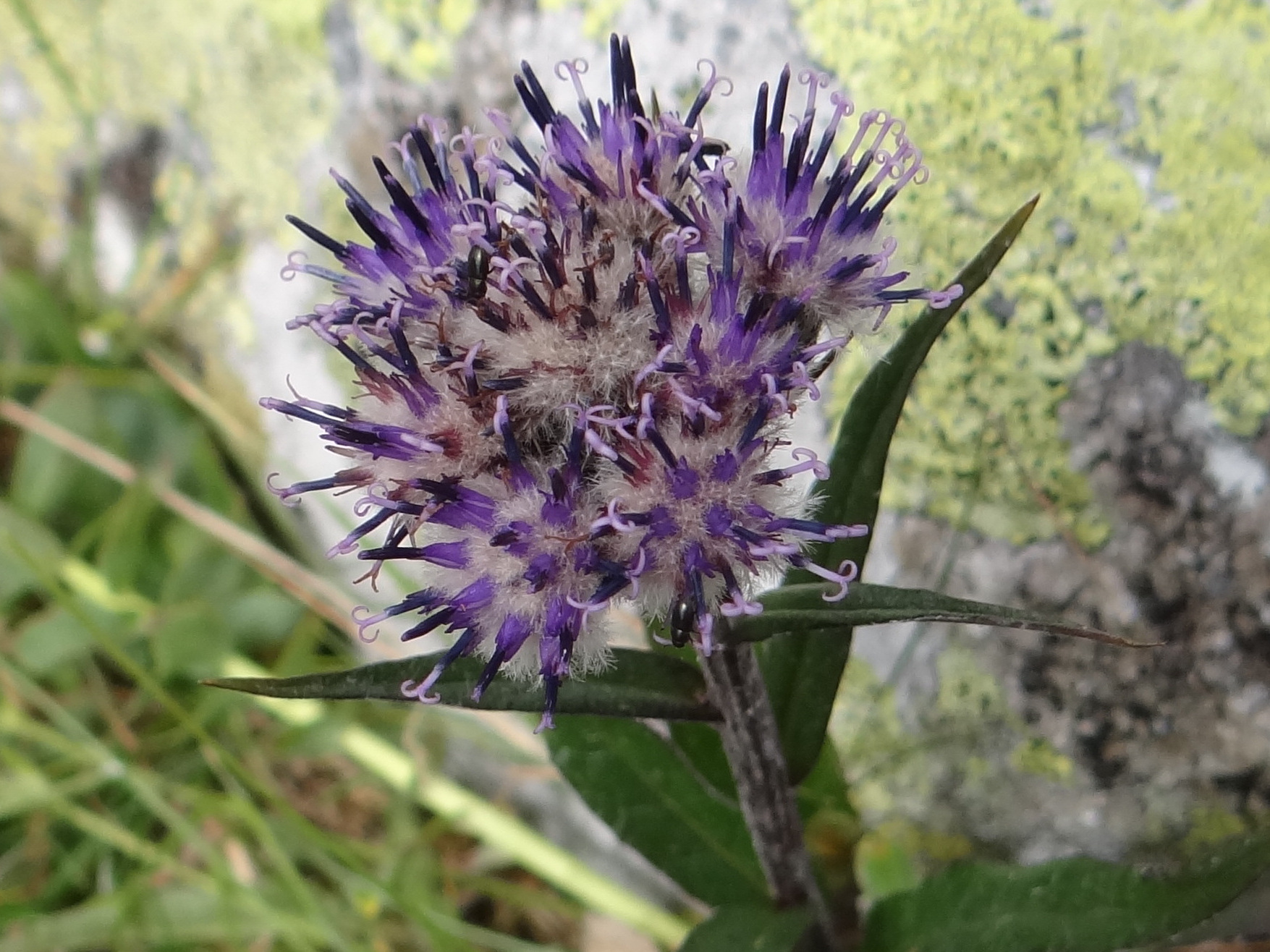
Detalle de la flor

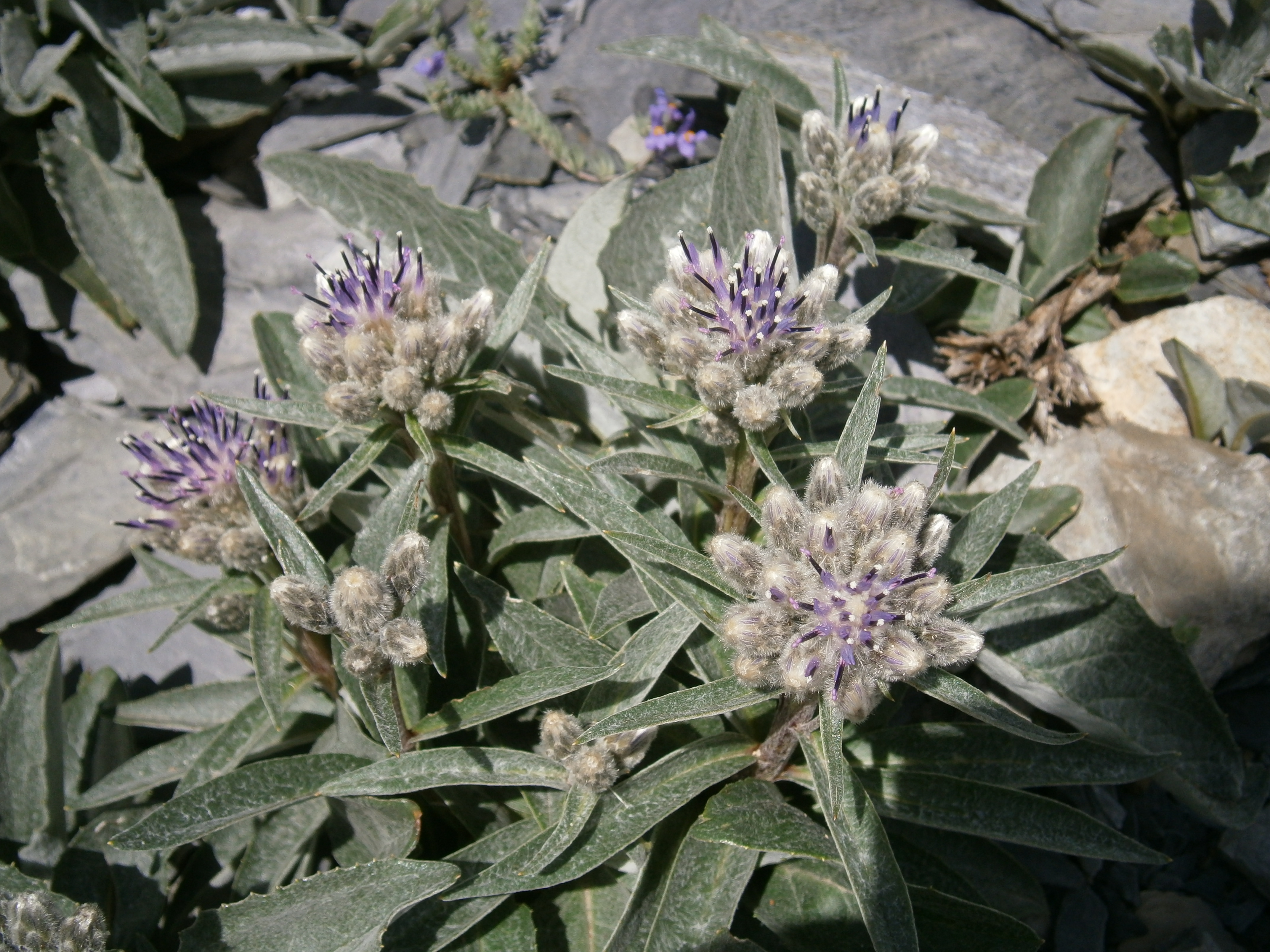
EEn su hábitat

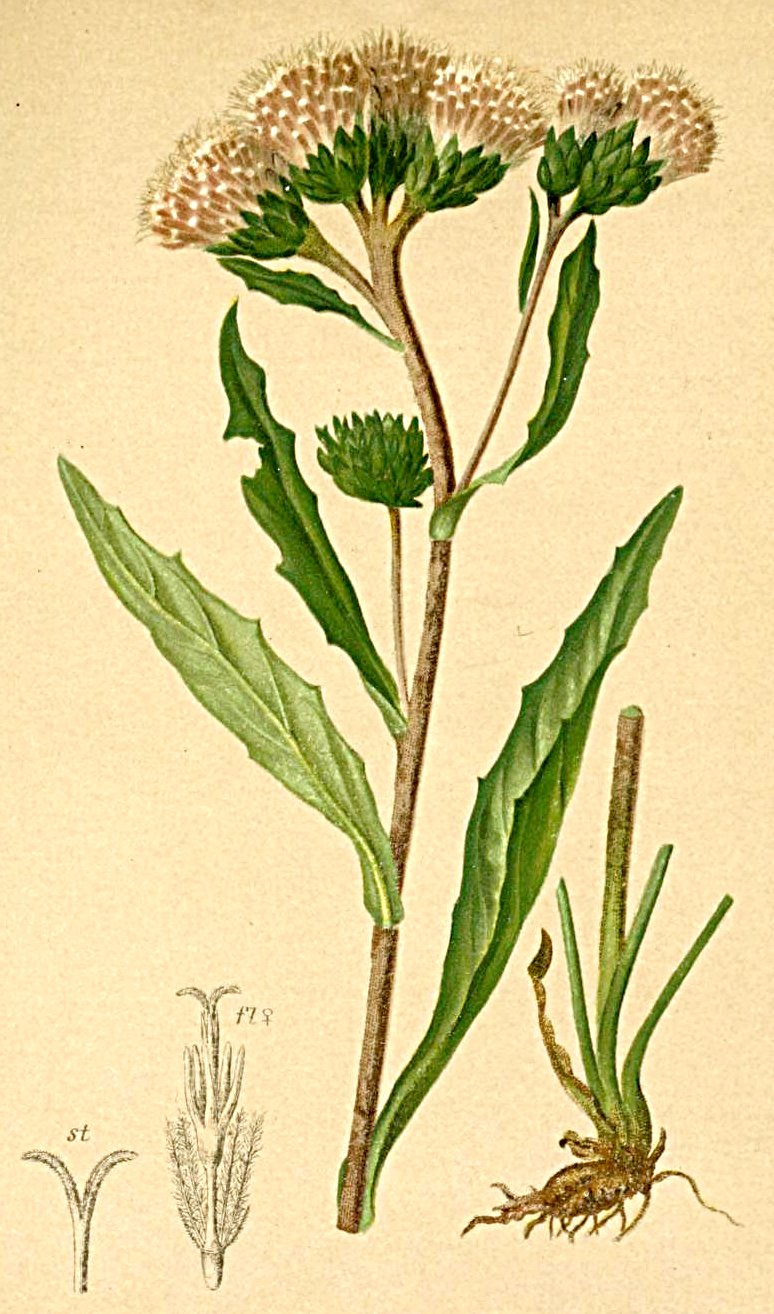
Ilustración

Es una planta herbácea perennifolia de un tamaño de 20-70 cm de altura. Con tallo solitario, de color pajizo a rojo púrpura, erguido, ramificado el ápice, sin alas, pubescentes poco o subglabras. Tallo  bajo y medio, con  las hojas pecioladas, pecíolo de 1-4 cm; Limbos estrechamente elípticos a ovado-elípticas, de 8-12  × 0.7-3 cm, tomentosos abaxialmente gris blanco o grisáceo aracnoides verde y denso, verde y glabras adaxial , base cuneada-atenuada, el margen denticulado, y el ápice acuminado. Las hojas superiores sésiles, estrechamente elípticas a lineares, 1-5 x 0,1-0,5 cm, poco a poco más pequeñas hacia arriba en el tallo, el margen de acuminado. Numerosos capítulos, en una inflorescencia en forma de corimbo, poco pedunculado. Involucro estrechamente campanulado, de 6-12 mm de diámetro. Filarios en 4 o 5 filas, verdosos, pero apicalmente púrpuras, glabros a esparcidamente vellosos, ápice agudo a subobtuso; brácteas exteriores ovadas-elípticas, de 3 x 2 mm;  brácteas medias oblongas, de  6 x 2 mm, brácteas internas estrechamente ovadas-elípticas, de 9 × 1,5 mm. Corola de color rojo púrpura, de 1-1.2 cm. Los frutos son aquenios de color marrón pálido, cilíndricos, de 2-3 mm. Vilanos basales marrón pálido, blanco apical; exterior de las cerdas de 1-3 mm, interior de las cerdas de 7-9 mm. Florece y fructifica en agosto-septiembre. Tiene un número de cromosomas de 2n = 26, 52, 54.

## Distribución y hábitat
Se encuentra en las estepas alpinas, laderas rocosas, laderas pedregosas, a una altitud de 3000 metros, en el norte y oeste  de Xinjiang (Altay Shan, Tian Shan) en China y en Kazajistán, Kirguistán, Mongolia, Rusia, Tayikistán y centro y norte de Europa. Presencia de origen desconocido en Oriente Medio, península arábiga, Persia y más al este hasta Kamchatka

## Taxonomía
Saussurea alpina fue descrita por Carlos Linneo (Sp. Pl., 2: 816, 1753) bajo el nombre de Serratula alpina y transferido al género Saussurea por Augustin Pyrame de Candolle que lo publicó en Annales du Muséum National d'Histoire Naturelle, 16: 198, 1810.
Etimología
Saussurea: nombre genérico que fue nombrado por De Candolle en honor de Nicolas-Théodore de Saussure (1767-1845).
alpina: epíteto latíno que significa "alpina, de las montañas"
Sinonimia
- Centaurea saussurea E.H.L.Krause
- Cirsium alpinum All.
- Cnicus alpinus Loisel.
- Saussurea alpina subsp. macrophylla (Saut.) Nyman
- Saussurea alpina var. ledebourii (Herder) A.Gray
- Saussurea nuda Ledeb.
- Saussurea nuda var. densa (Hook.) Hultén
- Saussurea nuda subsp. densa (Hook.) G.W.Douglas
- Saussurea densa (Hook.) Rydb.
- Saussurea macrophylla Saut.
- Saussurea pohlei Gand.
- Saussurea pujolica Costa[5]
- Serratula alpina L. basónimo[3]